# Dioscorea kuntzei
Dioscorea kuntzei är en enhjärtbladig växtart som beskrevs av Edwin Burton Uline och Carl Ernst Otto Kuntze. Dioscorea kuntzei ingår i släktet Dioscorea och familjen Dioscoreaceae. Inga underarter finns listade i Catalogue of Life.